# زنجيري حر (مقاطعة فارياب)
زنجيري حر (بالفارسية: موتورهای زنجیری حور) هي مستوطنة تقع في كرمان في إيران. يقدر عدد سكانها بـ 758 نسمة بحسب إحصاء 2016.